# 가와사키 닌자

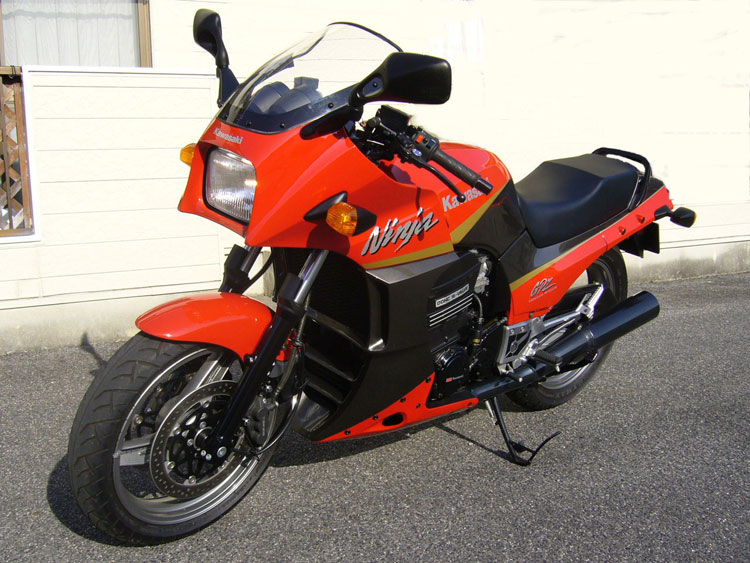
가와사키 GPZ900R

가와사키 닌자(영어: Kawasaki Ninja)는 1984년에 GPZ900R로 시작된 여러 시리즈의 가와사키 중공업의 스포츠 바이크에 부여된 이름이다.

## 모델

### 4행정

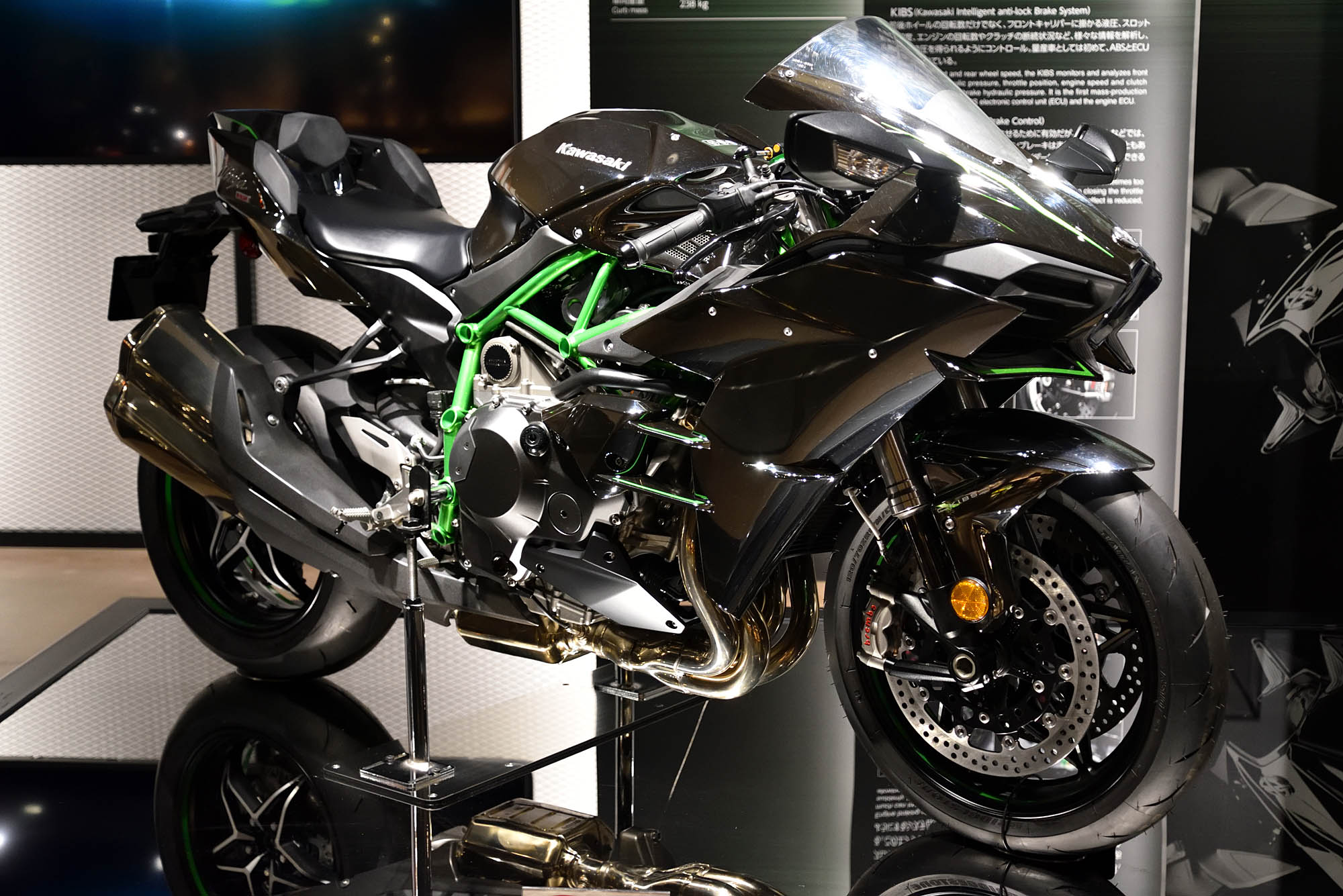
2015년형 가와사키 닌자 H2

- 가와사키 닌자 H2 SX (2018년)
- 가와사키 닌자 H2 (2015년)
- 가와사키 닌자 ZX-14 (ZZR1400; ZX-14R after 2012) (2006년~현재)
- 가와사키 닌자 ZX-12R (2000년~2006년)
- 가와사키 닌자 ZX-11 (ZZ-R1100) (1990년~2001년)
- 가와사키 닌자 ZX-10R (ZX1000) (2004년~현재)
- 가와사키 닌자 1000 (Z1000SX) (2011년~현재)
- 가와사키 닌자 ZX-10 (톰캣 ZX-10) (1988–1990)[2]
- 가와사키 닌자 1000R (GPZ1000RX) (1986년~1988년)
- 가와사키 닌자 ZX-9R (1994년~2003년)
- 가와사키 닌자 900 (GPZ900R) (1983년~2003년)
- 가와사키 닌자 ZX-7R & ZX-7RR (ZXR-750/ZXR-750R) (1989년~2003년)

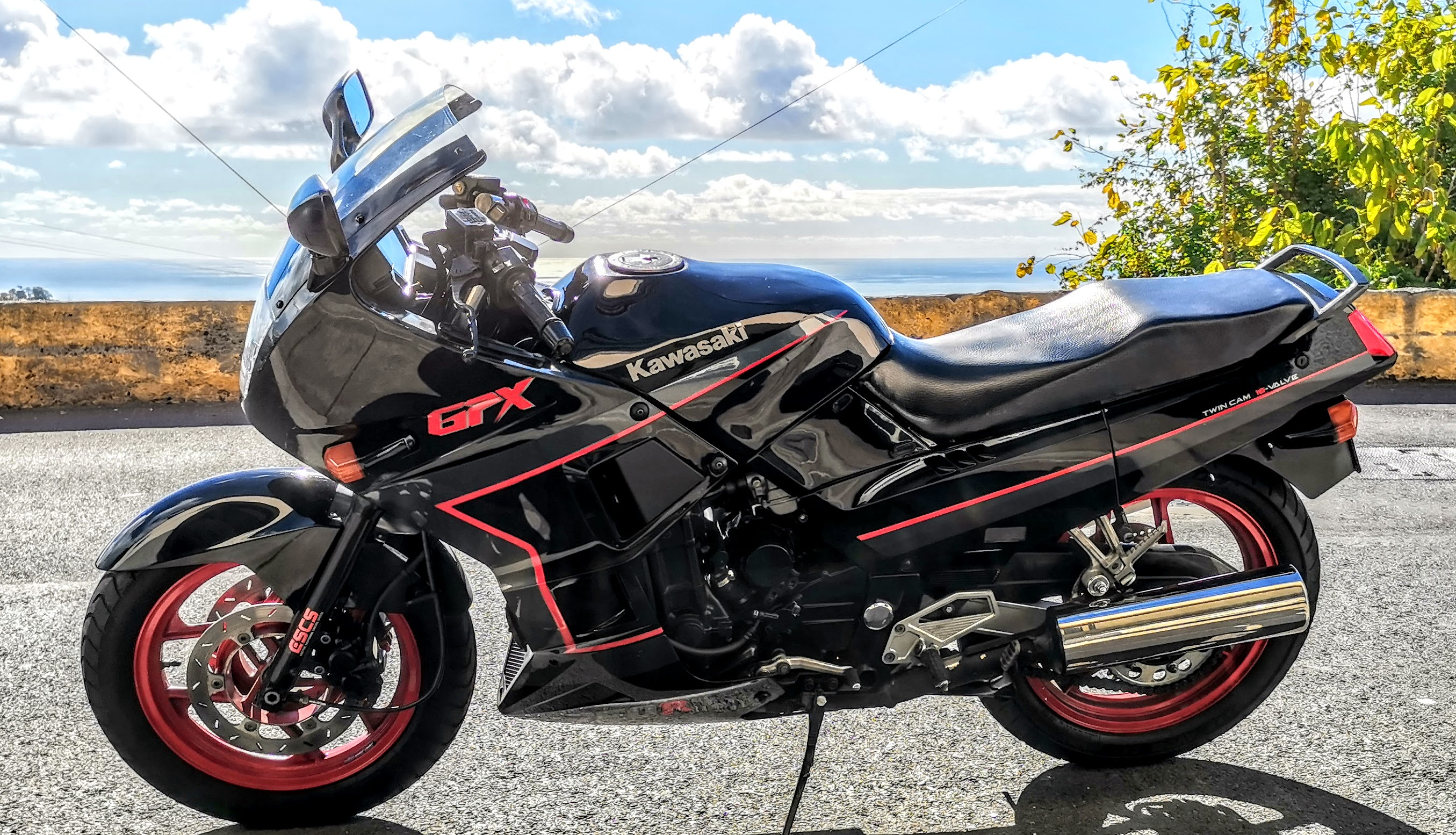
1989년형 가와사키 GPX 750R

- 가와사키 닌자 750R (ZX750F/GPX750R) (1986년~1991년)[3]1989년형 가와사키 GPX 750R가와사키 닌자 ZX-6R (ZX600) (1995년)
- 가와사키 닌자 600 (ZZR600/ZX-6E) (1990년~2008년)
- 가와사키 닌자 600R (GPZ600R/GPX600R) (1985년~1997년)
- 가와사키 GPZ400R (ZX400D) (1985년~1990년)
- 가와사키 닌자 ZX-4R (ZXR400) (1989년~2003년)
- 가와사키 닌자 ZX-25R (2020년~현재)
- 가와사키 닌자 ZX-2R (ZXR250) (1989년~2004년)

### 2행정
- 가와사키 닌자 650R (ER-6f/EX-6) (2006년~현재)
- 가와사키 닌자 500R (EX500/GPZ500S) (1986년~2009년)
- 가와사키 닌자 400R (ER-4f) (2011년~현재)
- 가와사키 닌자 400 (EX400) (2018년~현재)
- 가와사키 닌자 300 (EX300) (2013년~2017년)
- 가와사키 닌자 250R (EX250) (1986년~현재)

### 단일 행정

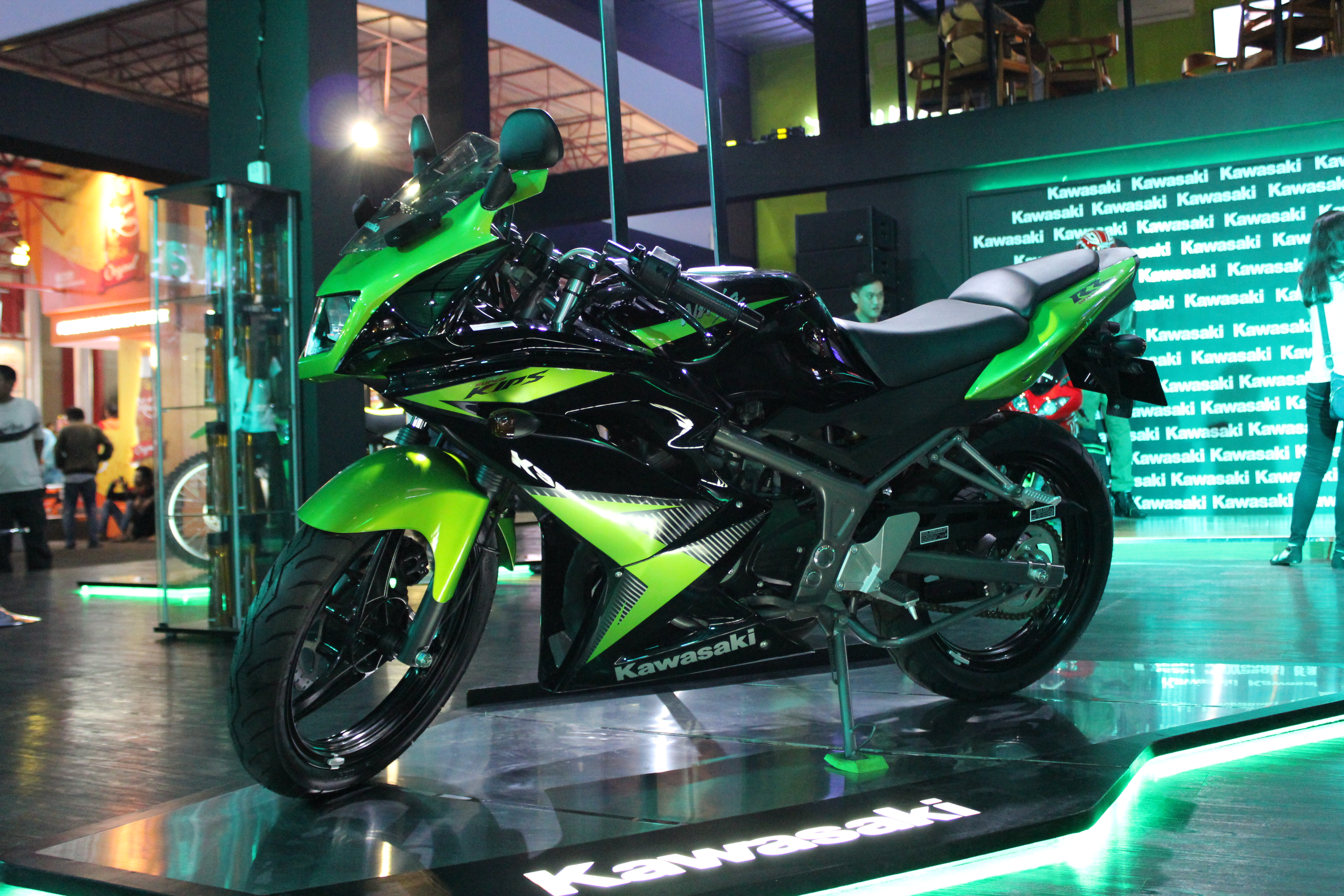
2015년형 가와사키 닌자 ZX-150RR

- 가와사키 닌자 250SL (BX250) (2015년~)
- 가와사키 닌자 ZX-150RR (KR-150/KRR 150/세피코) (1992년~2017년; 2행정)
- 가와사키 닌자125 (BX125) (2018년~)
- 가와사키 닌자 80RR (AR80K) (1992년~1998년;  2행정)

### 레이싱

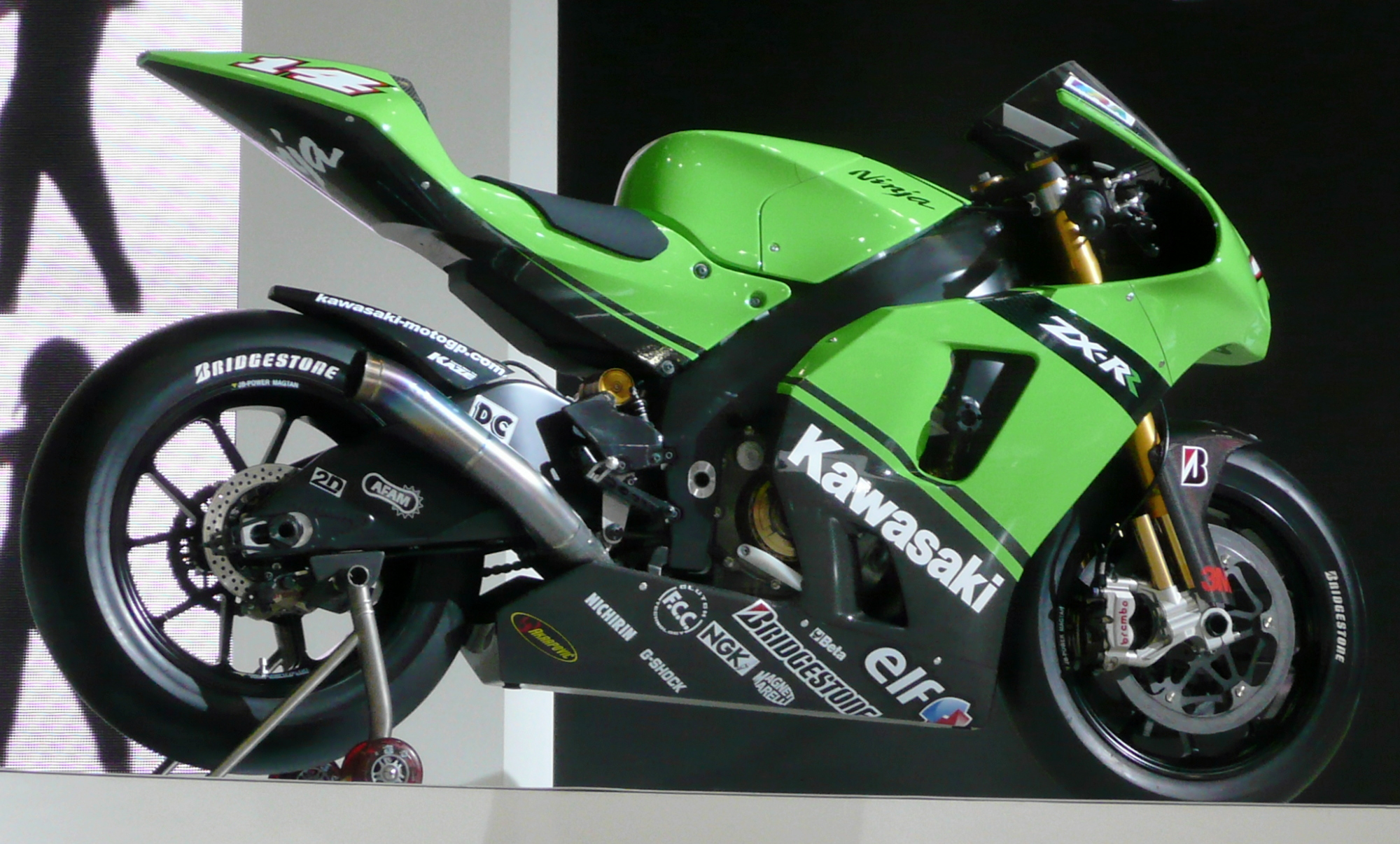
2007년형 가와사키 ZX-RR MotoGP 레이스 바이크

- 가와사키 닌자 H2R (2015년~현재)
- 가와사키 닌자 ZX-RR (2002년~2009년) MotoGP

## 같이 보기
- 가와사키 GPZ
- 가와사키 Z